# Teenage Mutant Ninja Turtles: Turtles in Time Re-Shelled
Teenage Mutant Ninja Turtles: Turtles in Time Re-Shelled (ibland förkortat till Turtles in Time: Re-Shelled) är en nytolkning av arkadspelet Teenage Mutant Ninja Turtles: Turtles in Time, från 1991 som i sin tur är en uppföljare till det ursprungliga arkadspelet Teenage Mutant Ninja Turtles. Båda ursprungliga spel producerades av Konami.  Spelet är ett sidscrollande beat 'em up-spel, främst baserat på den tecknade TV-serien från 1987 samt serietidningen TMNT Adventures, och andra långfilmen.
Spelet utvecklades och utgavs av Ubisoft Singapore till Playstation 3 och Xbox 360. Det släpptes internationellt den 5 augusti 2009 till Xbox Live Arcade och den 10 september 2009 on the Playstation Network. I juni 2011 ströks spelet från Xbox Live Marketplace och Playstation Store då rättigheterna utgått.
Spelet blev en försäljningsframgång, och den mest nedladdade titeln till Playstation Network i Nordamerika samma månad det släpptes. Trots höga försäljningssiffror var kritikerna mer mediokra. Playstation 3-versionen fick betyget 56,50% på Gamerankings, medan Xbox 360-versionen fick betyget 61,79%. 

## Spelet
Spelaren väljer mellan Donatello, Leonardo, Michaelangelo och Raphael, alla med sina egna styrkor och svagheter. Man kan vara upp till fyra spelare samtidigt. Förutom vanliga attacker finns också specialattacker.  Vissa knappkombinationer kan användas för visa rörelser, som språngattack, hoppattack eller specialattack.  En nyhet är möjlighetten att attackera från åtta olika vinklar, och inte två som i originalversionen.
Bland nymodigheterna fans också 3D-kamera. För- och eftertexterna var omskrivna till serietidningsform. Röstreplikerna från arkadversionen återkom, dock nyinspelade av röstskådespelare från 2003 års TV-serie. Musiken uppdaterades, och den ursprungliga signaturmelodin hade plockats bort.  Spelet innehåller också ett highscore-system. Dock innehöll spelet inte någon av de extra banorna från SNES-versionen.

## Handling
Spelet inleds med att sköldpaddorna följer April O'Neils nyhetssändningar från Liberty Island. Plötsligt dyker Krang upp i sitt  exoskelett och stjäl Frihetsgudinnan.  Shredder dyker sedan upp i TV-rutan och skrattar åt sköldpaddorna.  Sköldpaddorna ger sig av mot central New York City och slåss mot Fotsoldaterna på gatorna samt nere i kloaken, varpå Shredder skickar iväg sköldpaddorna på tidsresa. Sköldpaddorna måste nu bekämpa Shredders anhängare på olika platser i historien och framtiden.

## Utveckling och marknadsföring
Spelsläppet tillkännagavs i april 2009 under en så kallad "Galabunga" i New York City. Ursprungligen sattes släpptdatum för Xbox 360-versionen till 22 juli 2009, men spelet släpptes i stället till Xbox 360 den 5 augusti 2009, som en del av "Xbox Live Summer of Arcade".  Spelpriset sänktes inför släppet, en representant för Ubisoft sade "Vi ville ge något till lojala Turtlesfans i samband med 25-årsjubileet."  Spelet släpptes till Playstation 3 den 10 september. Spelet ströks från Xbox Live Marketplace och Playstation Store i juni 2011, då rättigheterna löpt ut. 

## Mottagande
Turtles in Time Re-Shelled fick blandad kritik och betraktades som mediokert.  Playstation 3-versionen fick betyget 56,50% på Gamerankings, medan Xbox 360-versionen fick betyget 61,79%. Metacritic gav liknande betyg, medan Playstation 3-version fick snittbetyget 55/100 och Xbox 360-versionen fick snittbetyget 60/100.  Trots detta blev spelet en försäljningsframgång. Det rankades vid släppet också som mest nedladdade spel till Playstation Network i Nordamerika.

### Fotnoter
1. 1 2  Bailey, Kat (11 juni 2009). ”Turtles In Time Remake To Be A Timed Exclusive”. 1UP.com. Arkiverad från originalet den 29 mars 2020. https://web.archive.org/web/20200329085746/http://www.1up.com/do/newsStory?cId=3174745. Läst 11 juni 2009.
2. 1 2  ”PlayStation Store Update blog”. Sony Computer Entertainment. 10 september 2009. Arkiverad från originalet den 25 januari 2010. https://web.archive.org/web/20100125033017/http://blog.us.playstation.com/2009/09/playstation-store-update-102/. Läst 11 september 2009.
3. ↑  de Matos, Xav (12 juli 2009). ”Hands-on: TMNT Turtles in Time Re-shelled (XBLA)”. Joystiq. Arkiverad från originalet den 5 augusti 2009. https://web.archive.org/web/20090805083224/http://www.joystiq.com/2009/06/12/hands-on-tmnt-turtles-in-time-re-shelled-xbla. Läst 2 december 2010.
4. 1 2  ”Teenage Mutant Ninja Turtles: Turtles in Time Re-Shelled”. GameTrailers. 5 augusti 2009. http://www.gametrailers.com/gamereview.php?id=11675. Läst 2 december 2010.
5. 1 2  Nicholson, Brad (11 augusti 2009). ”Review: TMNT: Turtles in Time Re-Shelled”. Destructoid. Arkiverad från originalet den 23 augusti 2010. https://web.archive.org/web/20100823025636/http://www.destructoid.com/review-tmnt-turtles-in-time-re-shelled-143430.phtml. Läst 2 december 2010.
6. ↑  Orry, Tom (10 augusti 2009). ”Teenage Mutant Ninja Turtles: Turtles In Time Re-Shelled”. videogamer.com. http://www.videogamer.com/xbox360/tmnt_turtles_in_time_reshelled/review.html. Läst 2 december 2010.
7. ↑  Nardozzi, Dale (3 augusti 2009). ”Teenage Mutant Ninja Turtles: Turtles In Time Re-Shelled Review (Xbox 360)”. Team Xbox. Arkiverad från originalet den 8 augusti 2009. https://web.archive.org/web/20090808131259/http://reviews.teamxbox.com/xbox-360/1745/Teenage-Mutant-Ninja-Turtles-Turtles-In-Time-ReShelled/p1. Läst 8 augusti 2009.
8. 1 2  
  Ubisoft Singapore  (5 augusti 2009).
  Teenage Mutant Ninja Turtles: Turtles in Time Re-Shelled.     Ubisoft Singapore.
9. ↑  McWhertor, Michael (1 maj 2009). ”Teenage Mutant Ninja Turtles: Turtles In Time 3D Remake Comes Out Of Its Shell”. Kotaku. http://kotaku.com/5236081/teenage-mutant-ninja-turtles-turtles-in-time-3d-remake-comes-out-of-its-shell. Läst 30 november 2010.
10. ↑  McWhertor, Michael (10 juli 2009). ”TMNT: Turtles In Time Re-make Knocked Back By 'Splosion Man”. Kotaku. http://kotaku.com/5312000/tmnt-turtles-in-time-re+make-knocked-back-by-splosion-man. Läst 30 november 2010.
11. ↑  Nelson, Randy. ”TMNT: Turtles in Time Re-Shelled gets re-priced to 800 MS points”. Joystiq. Arkiverad från originalet den 5 december 2010. https://web.archive.org/web/20101205035215/http://www.joystiq.com/2009/07/31/tmnt-turtles-in-time-re-shelled-gets-re-priced-to-800-ms-points/. Läst 30 november 2010.
12. ↑  ”TMNT Turtles in Time Re-Shelled Getting Cowabunga’d Off Xbox Live Marketplace June 30”. Planet Xbox360. http://www.planetxbox360.com/article_15036/TMNT_Turtles_in_Time_Re-Shelled_Getting_Cowabungad_Off_Xbox_Live_Marketplace_June_30. Läst 3 juli 2011.
13. ↑  Fletcher, JC (23 juni 2011). ”TMNT Re-Shelled no longer available in US after June 30”. Joystiq. Arkiverad från originalet den 6 november 2011. https://web.archive.org/web/20111106211417/http://www.joystiq.com/2011/06/23/tmnt-re-shelled-no-longer-available-in-us-after-june-30. Läst 14 november 2011.
14. ↑  ”Teenage Mutant Ninja Turtles: Turtles in Time Re-Shelled for PlayStation 3 – GameRankings”. GameRankings. http://www.gamerankings.com/ps3/972997-/index.html. Läst 30 november 2010.
15. ↑  ”Teenage Mutant Ninja Turtles: Turtles in Time Re-Shelled for Xbox 360 – GameRankings”. GameRankings. http://www.gamerankings.com/xbox360/960528-/index.html. Läst 30 november 2010.
16. ↑  ”Teenage Mutant Ninja Turtles: Turtles in Time Re-Shelled for PlayStation 3 Reviews, Ratings, Credits and More at Metacritic”. Metacritic. http://www.metacritic.com/game/playstation-3/teenage-mutant-ninja-turtles-turtles-in-time-re-shelled. Läst 30 november 2010.
17. ↑  ”Teenage Mutant Ninja Turtles: Turtles in Time Re-Shelled for Xbox 360 Reviews, Ratings, Credits and More at Metacritic”. Metacritic. http://www.metacritic.com/game/xbox-360/teenage-mutant-ninja-turtles-turtles-in-time-re-shelled. Läst 30 november 2010.
18. ↑  Langley, Ryan (28 januari 2011). ”XBLA: In-Depth: Xbox Live Arcade Sales Analysis For All Of 2010”. Gamerbytes. Arkiverad från originalet den 1 februari 2011. https://web.archive.org/web/20110201164901/http://www.gamerbytes.com/2011/01/indepth_xbox_live_arcade_sales_18.php#more. Läst 31 januari 2011.
19. ↑  Langley, Ryan (19 september 2009). ”In-Depth: North American PlayStation Network Sales Analysis, September 2009”. Gamasutra. http://www.gamasutra.com/view/news/25655/InDepth_North_American_PlayStation_Network_Sales_Analysis_September_2009.php. Läst 29 november 2010.